# Sany Heavy Industry
Sany Heavy Industry Company Limited (三一重工股份有限公司) — крупный китайский производитель тяжёлого оборудования, дорожно-строительной, погрузочной и другой специальной техники. Основан в 1994 году, штаб-квартира расположена в городе Чанша. Основателем и крупнейшим акционером компании является миллиардер Лян Вэньгэнь, его сын Лян Цзайчжун входит в совет директоров Sany Heavy Industry и возглавляет Sany Heavy Equipment International.
Sany Heavy Industry является крупнейшим в Китае и пятым по величине в мире производителем тяжёлой строительной техники (занимает первое место в мире по производству бетономешалок, экскаваторов и кранов). Входит в число крупнейших компаний страны и мира. Предприятия Sany Heavy Industry расположены в Китае, США, Германии, Индии, Бразилии и Индонезии.  

## История
Компания Sany основана в 1986 году в уезде Ляньюань провинции Хунань как небольшой завод сварочных материалов Lianyuan Welding Material. В 1991 году компанию переименовали в Sany Group, а штаб-квартиру перенесли в Чаншу. Строительный бум в Китае вызвал спрос на строительную технику, что способствовало быстрому росту Sany Group.
В 1994 году Sany Group основала дочернюю компанию Sany Heavy Industry, которая в 2003 году вышла на Шанхайскую фондовую биржу. В 2011 году Sany Heavy Industry впервые вошла в рейтинг Financial Times Global 500 (с рыночной капитализацией 21,6 млрд долл. компания заняла 431-е место рейтинга). В том же 2011 году Sany начала строительство заводов в Чжухае, Шанхае и Индонезии, в 2012 году приобрела немецкого производителя бетононасосов Putzmeister и создала совместное предприятие с компанией Palfinger по производству автомобильных кранов. 
По состоянию на 2019 год выручка компании Sany Heavy Industry составляла 8,4 млрд долл., прибыль — 920 млн долл., активы — 10,9 млрд долл., рыночная стоимость — 16,4 млрд долл., в компании работало 17,4 тыс. сотрудников (всего в Sany Group работало более 40 тыс. человек по всему миру). В 2019 году почти 80 % продаж приходилось на Китай, остальное — на международные рынки. Основными товарными группами были экскаваторы (36,7 %), бетонное оборудование (30,8 %), подъёмное оборудование (18,6 %), техника для забивки свай (6,4 %) и дорожная техника (2,9 %).
По итогам 2020 года Sany Heavy Industry продала более 98,7 тыс. экскаваторов, заняв первое место в мире (15 % мирового рынка экскаваторов). Около 90 % продаж пришлось на внутренний рынок. В 2021 году компания заняла 468-е место в рейтинге Forbes Global 2000, первое место среди производителей тяжелой техники в Китае и второе место в мире.
В ноябре 2023 года Sany Group и узбекская Enter Engineering подписали меморандум о строительстве завода строительной техники в Галляарале.

## Структура
Главный завод в Чанше производит оборудование для бетонирования, в том числе бетоносмесительные заводы, стационарные и автомобильные бетононасосы, автомобильные бетономешалки. Второй завод в Чанше производит дорожно-строительную технику, в том числе асфальтоукладчики, катки и грейдеры. Завод в Чжухае выпускает портовую технику, в том числе погрузчики, корабельные и железнодорожные краны. Завод в Нинсяне производит колёсные и гусеничные краны; завод в Пекине — копёры, завод в Куньшане — экскаваторы. 

### Дочерние компании
- Sany Palfinger SPV Equipment (Чанша) — автомобильные краны.
- Sany Finance (Чанша) — лизинг, страхование и другие финансовые услуги.
- Sany Heavy Machinery (Шанхай) — экскаваторы и копёры.
- Sany Science and Technology (Шанхай) — гусеничные краны.
- Sany Heavy Equipment (Шэньян) — оборудование для добычи угля.
- Sany Renewable Energy (Пекин) — ветрогенераторы[20].
- Putzmeister (Айхталь) — бетононасосы.

## Акционеры
По состоянию на 2020 год крупнейшими акционерами Sany Heavy Industry являлись Лян Вэньгэнь (32,6 %), China Securities Finance Corporation (2,7 %), Aegon Industrial Fund Management (1,6 %), Bosera Asset Management (1,4 %), Orient Securities Asset Management (1,3 %), China Asset Management (1,2 %), Penghua Fund Management (1,1 %).

## Галерея

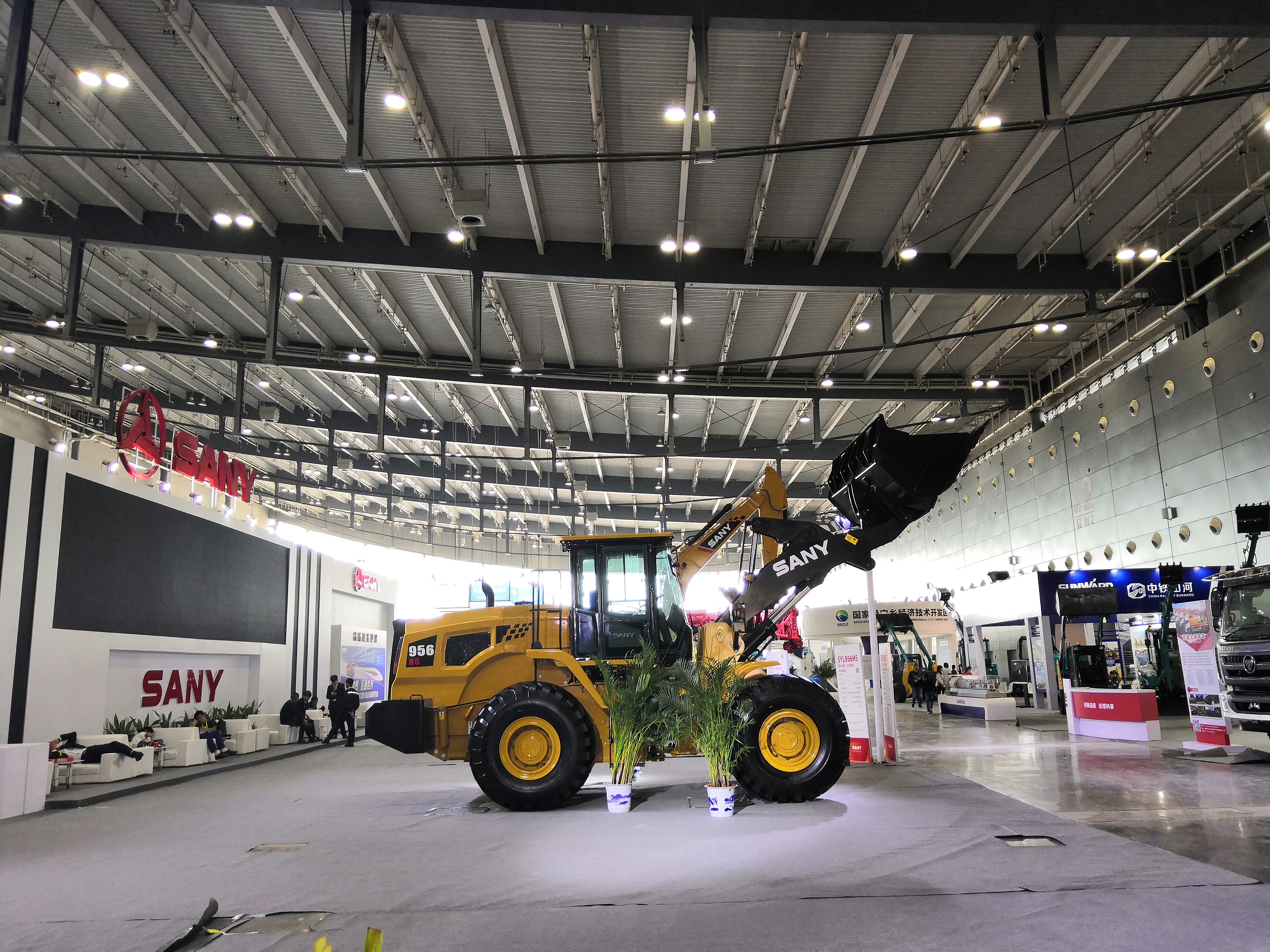
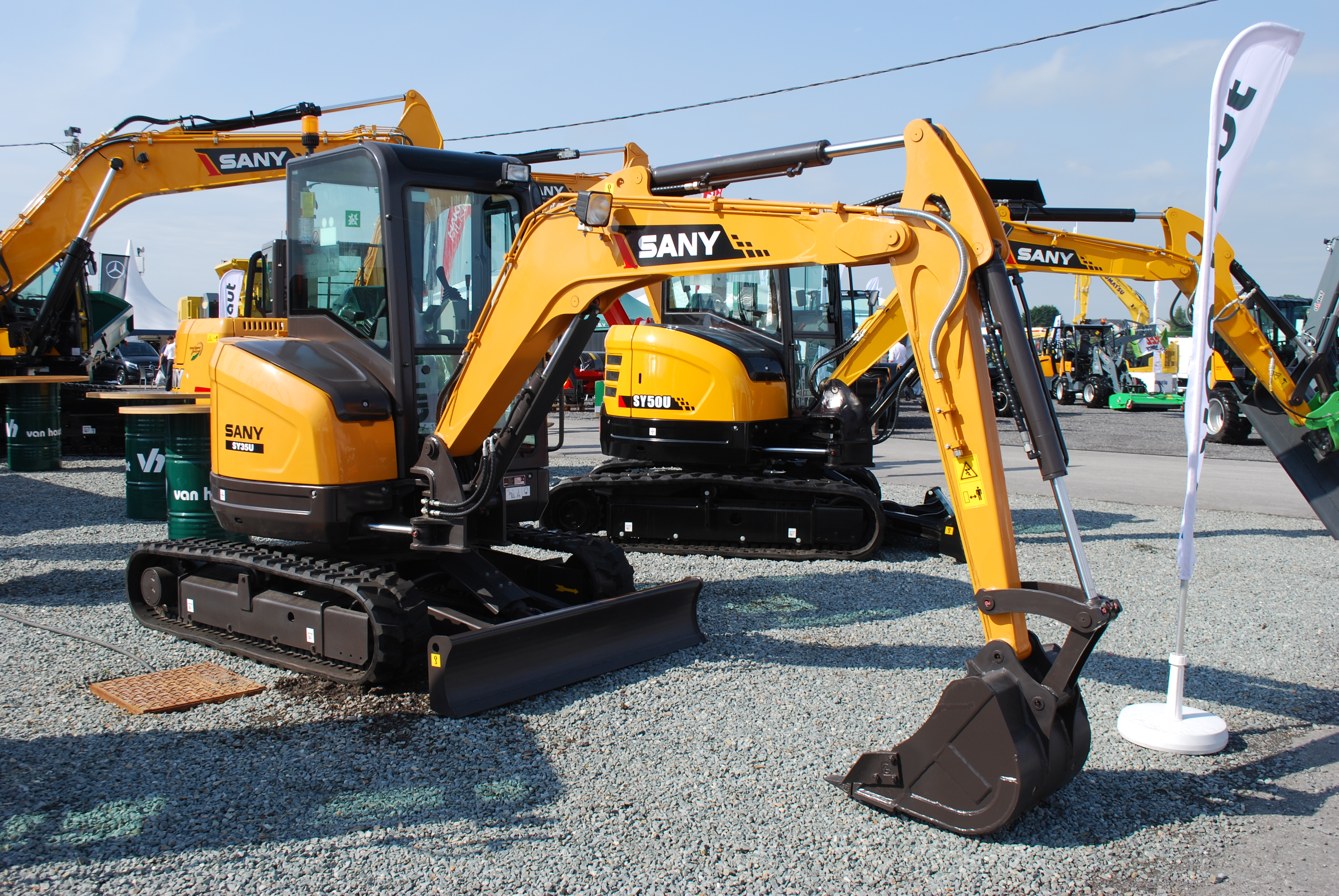
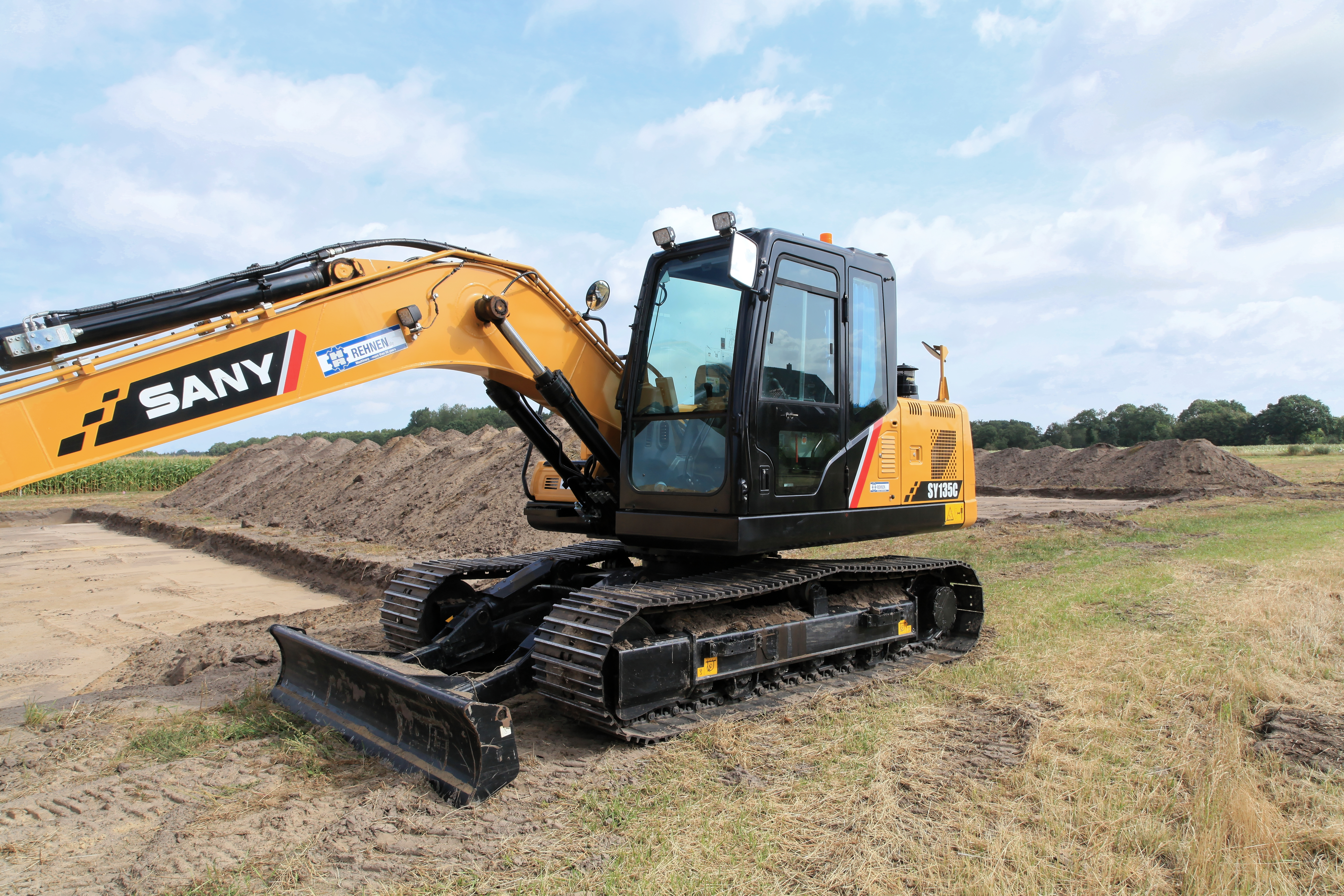
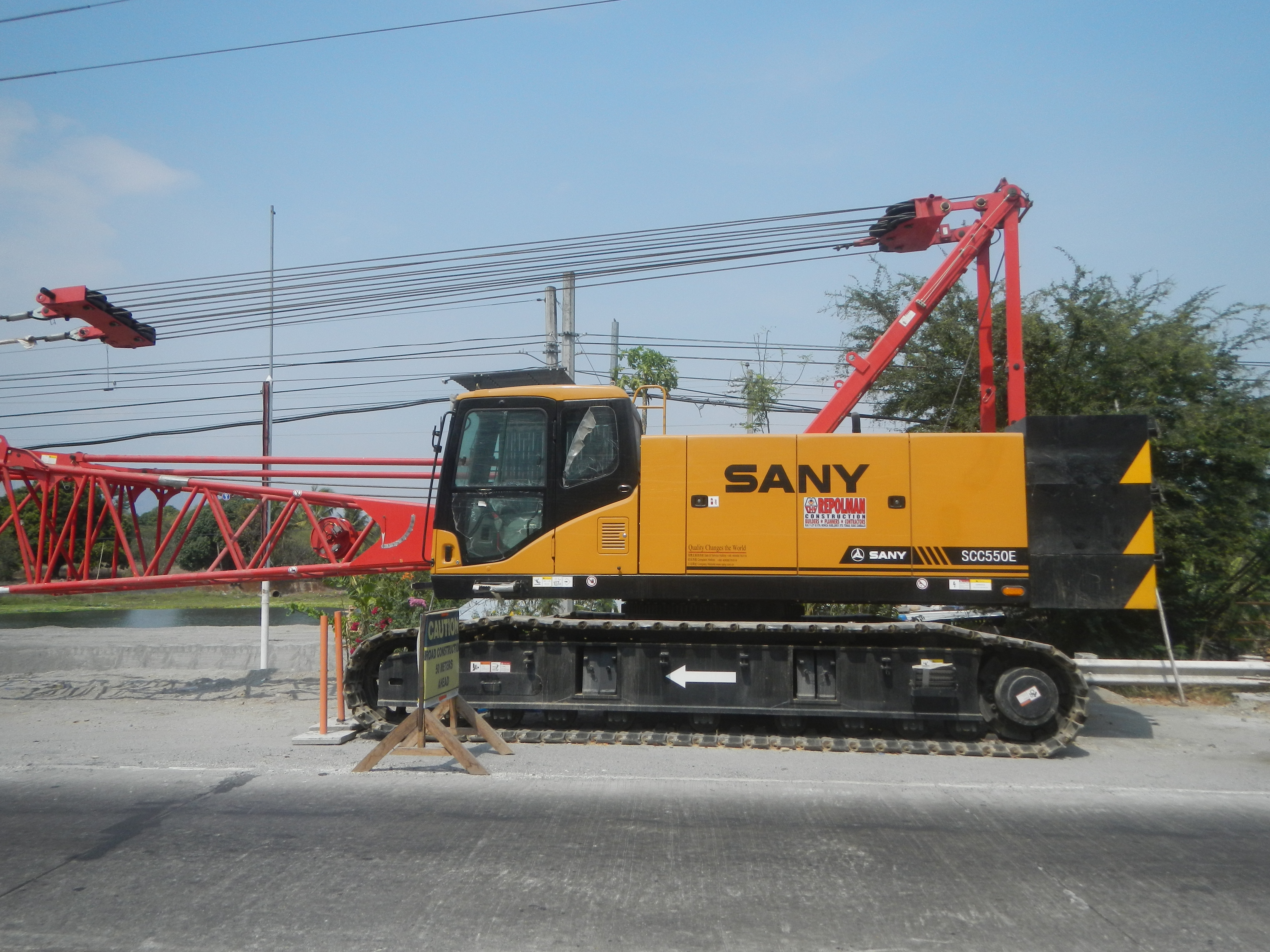
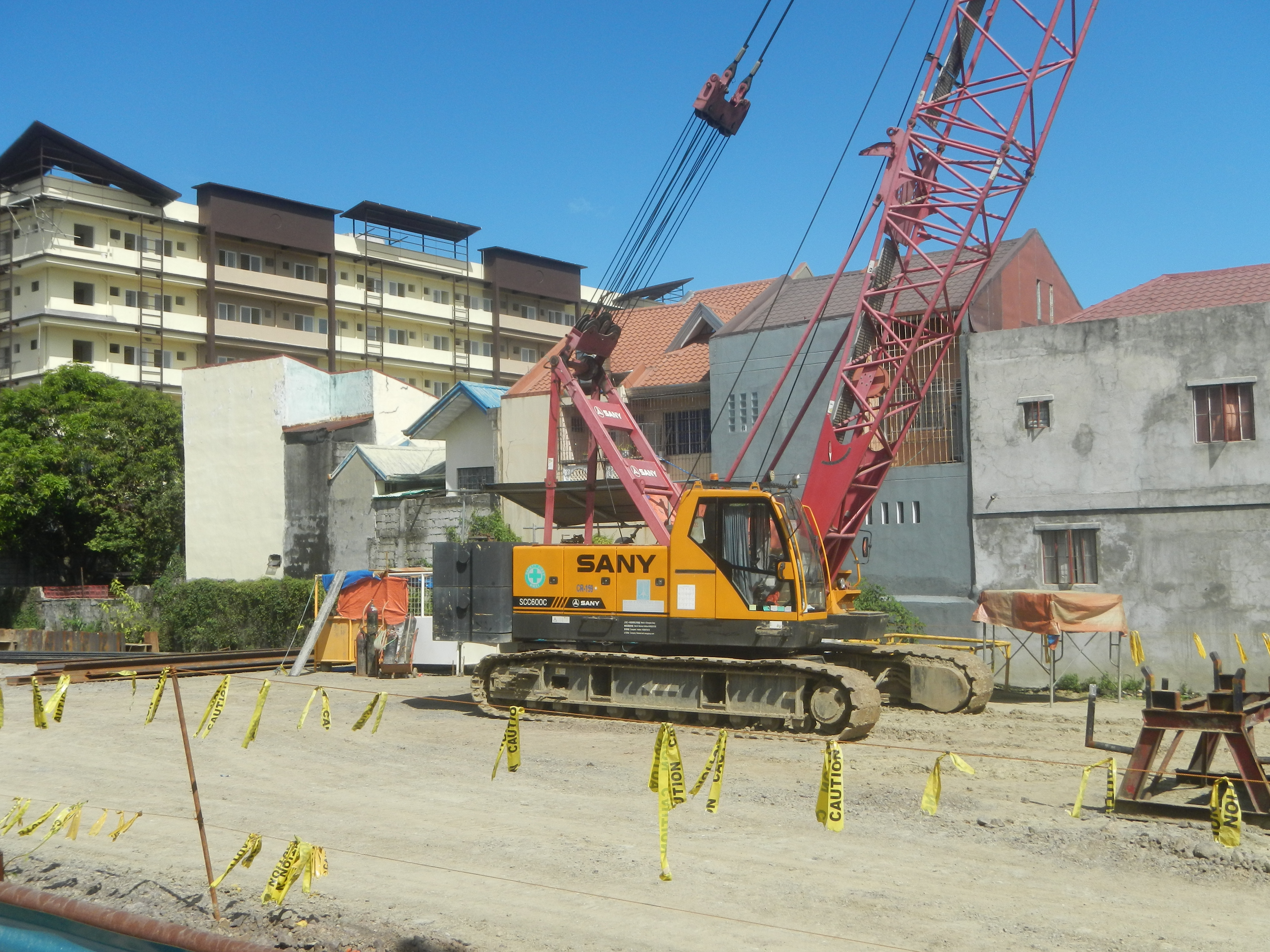